# Walter Breisky
Walter Breisky (Berna, 8 luglio 1871 – Klosterneuburg, 25 settembre 1944) è stato un politico austriaco.

## Biografia
Quando il 26 gennaio 1922 Johann Schober rassegnò le dimissioni, Breisky svolse le funzioni di cancelliere austriaco per un giorno.